# Partit Popular Britànic (1939)
|  | No s'ha de confondre amb Partit Popular Britànic (2005) o Partit Popular Britànic (2015). |

El Partit Popular Britànic (BPP) va ser un partit polític d'extrema dreta britànic fundat el 1939 i dirigit per l'exmembre la Unió Britànica de Feixistes (BUF) i membre del Parlament del Partit Laborista John Beckett.

## Orígens

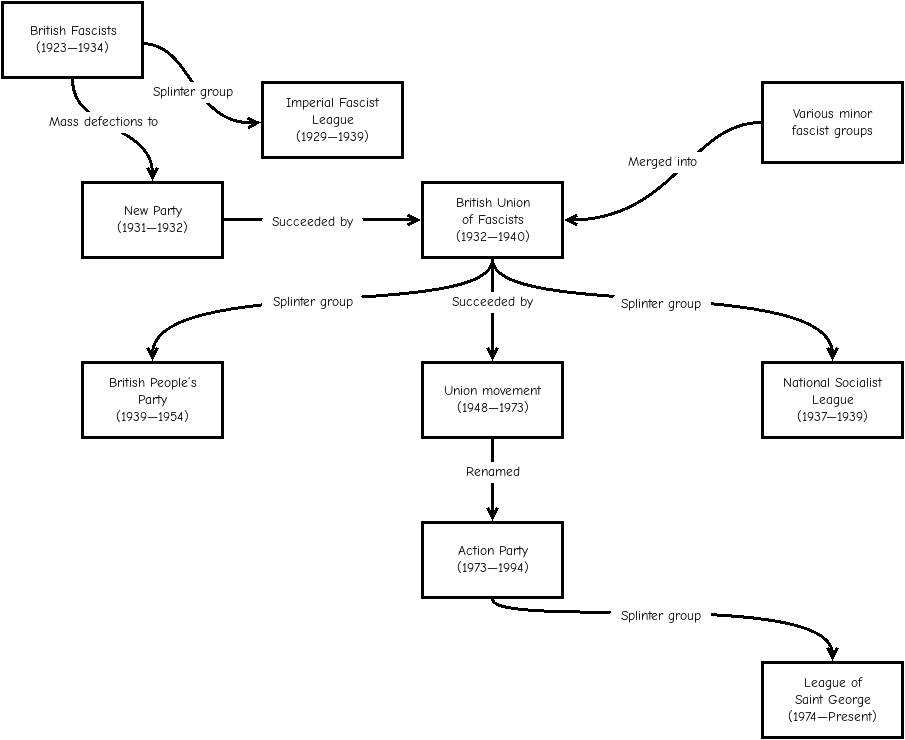
Un diagrama de flux que mostra la història del primer moviment feixista britànic

El BPP va tenir les seves arrels a la revista New Pioneer, editada per John Beckett, el portaveu del Consell Britànic contra els compromisos europeus, un organisme de coordinació que implica la Lliga Nacional Socialista (NSL), English Array i Lliga de Lleialistes. El nucli principal d'aquesta publicació va ser l'oposició a la guerra contra l'Alemanya nazi, encara que també recolzava el feixisme i l'antisemitisme. El propietari d'aquesta revista era el vescomte Lymington, un fort opositor de la guerra contra Alemanya. Altres implicats en la seva producció incloïen AK Chesterton i l'antropòleg George Henry Lane-Fox Pitt-Rivers, mentre que els membres individuals, especialment Lymington, eren propers al ruralista Rolf Gardiner.

## Política i estructura
Beckett es va separar del seu aliat de la NSL William Joyce el 1939 després que Joyce va insinuar al patriòtic Beckett que esclataria la guerra entre Gran Bretanya i Alemanya que ell lluitaria pels nazis. Això, juntament amb la sensació que l'antisemitisme virulent de Joyce estava perjudicant la NSL, va portar Beckett a unir-se amb Lord Tavistock, l'hereu del duc de Bedford, per fundar el Partit Popular Britànic el 1939. El nou partit va donar suport a una fi immediata a la Segona Guerra Mundial, i es va oposar amb vehemència a la usura, recordant algunes de les polítiques econòmiques d'Hilaire Belloc. El grup també va aportar elements del Crèdit Social, ja que Lord Tavistock havia estat alguna vegada un activista del Partit del Crèdit Social.
El partit estava controlat per un comitè executiu format per Tavistock com a president, Beckett com a secretari i excandidat del Partit Laborista Ben Greene (un destacat pacifista i membre de la Peace Pledge Union) com a tresorer, amb el vescomte Lymington i l'antic periodista d'esquerra John Scanlon també s'hi va afegir. Alguns altres membres del partit van ser Ronald Nall-Cain (segon baró Brocket), Richard St. Barbe Baker, Sydney Arnold (primer baró Arnold), Walter Montagu Douglas Scott (8è duc de Buccleuch) i Walter Erskine (12è comte de Mar).

## Activitats
Les activitats del partit es limitaven generalment a reunions, la publicació d'un diari, The People's Post i la disputa d'unes eleccions parcials a Hythe (Kent) el 1939. La campanya per a les eleccions parcials de Hythe de 1939, en què l'antic membre del Partit Laborista Harry Saint John Bridger Philby era el candidat del BPP, que es va convertir en una plataforma contra la guerra. Tot i obtenir el suport públic de persones com Sir Barry Domvile, líder de The Link, la campanya no va ser un èxit i Philby no va poder pagar el dipòsit electoral. Philby va afirmar que no estava d'acord amb cap de les opinions del BPP a part de la seva oposició a la guerra. Estava més d'acord amb el Partit Laborista, però considerava que s'estaven tornant massa favorables a la guerra. Tant en la ment de Philby, com l'opinió pública, el BPP es considerava més aviat un partit contra la guerra.

## Durant la guerra
Després de l'esclat de la Segona Guerra Mundial, el BPP es va involucrar en les iniciatives liderades per la Unió Britànica de Feixistes per forjar vincles més estrets entre els diferents grups de l'extrema dreta, tot i que en privat Oswald Mosley tenia una opinió negativa del BPP, ja que considerava Beckett un «lladre», Tavistock com un home amb «pensaments desordenats» i Greene com a «poc intel·ligent». L'empresonament de Beckett sota el Reglament de Defensa 18B el 1940 va fer que el partit entrés en un estat d'hibernació, tot i que encara que no estava subjecte a cap prohibició governamental. El patrocini de Lord Tavistock, que va succeir al ducat de Bedford el 1940, va assegurar que el BPP estava exempt de la proscripció. El grup va participar breument en una aliança clandestina amb el National Front After Victory d'AK Chesterton el 1944, un grup que també va atreure l'interès de JFC Fuller, Henry Williamson, Jeffrey Hamm, William Morris (el primer vescomte Nuffield) i Lymington (que va succeir al seu pare com a comte de Portsmouth), entre d'altres. No obstant això, el moviment es va enfonsar quan s'hi van infiltrar membres de la Junta de Diputats dels Jueus Britànics. La Junta va donar informació a Robert Vansittart (primer baró Vansittart) que va fer un discurs sobre els perills d'un ressorgiment del feixisme, un discurs que va provocar una repressió contra aquests moviments.

## Últims anys
El nom de BPP es va tornar a escoltar el 1945 quan el partit va organitzar una petició de clemència sense èxit per a l'antic aliat de Beckett, William Joyce, que va ser executat per traïció. En poc temps, el BPP va tornar a una activitat més àmplia després de la guerra quan la política del partit es va centrar en la reforma monetària i la promoció de l'agricultura. Com que el Moviment de la Unió no va aparèixer fins al 1948, el BPP va atreure inicialment alguns nous membres, inclòs Colin Jordan, que va ser convidat a unir-s'hi el 1946 i es va relacionar amb el grup durant un temps abans de concentrar els seus esforços en Arnold Leese. El partit es va presentar a les eleccions parcials del districte electoral universitari el 18 de març de 1946, però només va rebre 239 vots. El BPP es va dissoldre oficialment el 1954.